# Raid over Moscow
Raid over Moscow — компьютерная игра в стиле экшн, разработанная компанией Access Software и выпущенная в 1984 году. Игрок в роли американского космического пилота должен предотвратить три советских ядерных удара по Северной Америке, а затем уничтожить ядерный объект, расположенный в Московском Кремле. По сюжету игры, США не могут напрямую ответить на нападение из-за ликвидации своего ядерного арсенала.
Игра получила известность в Финляндии после высказывания одного из депутатов финского парламента, который выразил сомнение относительно легализации продаж сеющей ненависть игры. Последовавшие за этим в стране дебаты и огласка в СМИ сделали Raid over Moscow бестселлером.

## Сюжет

### Первый этап
Действие начинается с предупреждения о запуске советской ядерной ракеты по североамериканскому городу. Игрок при этом находится в ангаре, где хранятся американские космопланы, и должен безопасно вылететь на одном из них. Он направляет космический самолёт к атакуемому городу. Также игрок может решить вывести с космической станции больше доступных летательных аппаратов. Всё это время на экране отсчитывается, сколько времени осталось до ядерного удара.
Затем игрок должен пролететь через периметр обороны вокруг ракетной шахты, уклоняясь от препятствий, выпускаемых по нему ракет с тепловым наведением и ударов советских танков и самолётов. В случае успеха начинается следующая сцена; в противном случае игрок возвращается в ангар или к самолётам, выведенным со станции.
Заключительная часть этого этапа включает в себя уничтожение ракетной шахты при сопротивлении советских самолётов. Ликвидация шахты предотвратит ядерную атаку, а уничтожение второстепенных бункеров приносит дополнительные жизни и очки.
Силы СССР наносят в общей сложности четыре ракетных удара из Ленинграда, Киева, Минска и Саратова, и все они должны быть предотвращены так же, как и первый. После четвёртого запуска игрок переходит ко второму этапу игры.

### Второй этап
Лётчики становятся пехотинцами и размещаются за фасадом «Военного центра», расположенного, по сюжету, в здании Государственного исторического музея. Используя миномёт, они должны взорвать ведущую в него дверь. Бонусные очки можно получить, разрушив корпусы здания и одержав победу над размещёнными там войсками. Как только дверь уничтожается, солдаты направляются к ядерному реактору и, следовательно, к финальной стадии игры.

### Третий этап
На этом этапе нужно уничтожить роботов, подающих теплоноситель в реактор. Количество роботов определяется уровнем сложности, выбранным игроком. Игроку предоставляется несколько дисковых гранат, которые он бросает в находящегося в движении робота, который, в свою очередь, отстреливается. Робот бронирован спереди, поэтому единственный способ нанести ему какой-либо ущерб — это направить диски в стену, чтобы после этого они попали в противника сзади. Поскольку количество дисков ограничено, игрок должен попытаться поймать не попавшие в робота диски. Для успешного завершения задания необходимо победить всех роботов, при этом последнего — в течение двух минут. Если робот не будет уничтожен в пределах отведённого временного отрезка, то игра все равно заканчивается, но уже без выживших.

## Выпуск
Изначально игра была выпущена на Commodore 64, а в 1985-1986 годах была переиздана для платформ Atari 400/800/XL/XE, Amstrad CPC, BBC Micro, ZX Spectrum и Apple II с другим названием — Raid.
В конце 1980-х хотели выпустить игру для Amiga вместе с Beach Head и Beach Head II: The Dictator Strikes Back, но разработчики не смогли заключить сделку с издателем — US Gold. По словам художника-графика Адриана Каммингса, графическая часть продукта на тот момент была «готова на 99,9 %», но не был написан программный код. Игра всё же была портирована на Amiga в 2020 году.

## Реакция
Raid over Moscow была второй по продажам игрой от Access для Commodore на конец 1987 года после Beach Head. Игра получила в целом положительные отзывы. Журнал Computer and Video Games высоко оценил графику и звук версии для Commodore 64, а Crash дал версии для ZX Spectrum общую оценку в 92%. Сюжет игры был подвергнут некоторой критике, однако Computer and Video Games опубликовали несколько писем от читателей, приводящих доводы за и против выпуска проекта с провокационной на тот момент темой.
Несанкционированные копии активно распространялись в Восточной Германии несмотря на то, что Штази охарактеризовала её как игру, имеющую «крайне милитаристский и бесчеловечный характер». Федеральное управление Западной Германии по средствам массовой информации добавило игру в список «вредных для молодёжи» в 1985 году, заявив, что «у старших подростков игра […] может вызвать напряжение, гнев, агрессию, возбуждённое мышление, трудности с концентрацией внимания, головные боли и т.д.» Запрет на её продажу автоматически завершился в 2010 году.

## Резонанс в Финляндии
Игре был посвящён сюжет в новостной телевизионной программе A-Studio после того как журнал MikroBitti опубликовал рецензию на неё. Позднее газета Tiedonantaja выпустила статью с призывом к запрету всех подобных «антисоветских» игр. Депутат Энсио Лайне, член Демократического союза народа Финляндии, вынес на повестку заседания правительства вопрос касательно Raid over Moscow.
В последующие дни состоялись различные дискуссии между министерством иностранных дел Финляндии и представителями Советского Союза. 7 марта 1985 года из СССР была получена неофициальная петиция с просьбой запретить различные книги, статьи и т.д., в том числе Raid over Moscow, с искажёнными представлениями о Советском Союзе. Тем не менее 14 марта министр внешней торговли Ерму Лайне ответил перед парламентом, заявив, что финское законодательство позволяет ограничивать лишь ввоз товаров, представляющих угрозу здоровью. Таким образом, министерство иностранных дел смогло уклониться от возможных претензий советских политиков, ссылаясь на законодательство. 11 апреля министр иностранных дел Пааво Вяйринен дал официальный ответ на петицию, подчеркнув в нём дружеское отношение к СССР и извинившись за публикации об игре в СМИ. СССР интерпретировал игру как военную пропаганду, но не стал в дальнейшем выдвигать никаких претензий.
В результате публичного обсуждения Raid over Moscow стала, по версии MikroBitti, самой продаваемой игрой для Commodore 64 в Финляндии в период с марта по сентябрь 1985 года. Все аспекты разбирательств были раскрыты в 2010 году после рассекречивания архивов финского МИДа.